# Guido Winterberg
Guido Winterberg, (Sursee, 19 d'octubre de 1962) va ser un ciclista suís, que fou professional entre 1985 i 1992. De la seva carrera esportiva destaquen els dos triomf al Gran Premi Guillem Tell.

## Palmarès
- 1984
  - 1r al Gran Premi Guillem Tell i vencedor de 4 etapes
- 1985
  - 1r al Circuit Franco-belga
  - Vencedor d'una etapa a la Volta a Suïssa
  - 1r al Gran Premi de Brissago
- 1986
  - Vencedor d'una etapa a la Volta a Suïssa
  - Vencedor d'una etapa a la Setmana Catalana
  - Vencedor d'una etapa al Gran Premi Guillem Tell
- 1987
  - 1r al Gran Premi Guillem Tell
- 1988
  - 1r a la Wartenberg-Rundfahrt
- 1990
  - 1r al Giro de Calàbria i vencedor d'una etapa

### Resultats al Tour de França
- 1986. 127è de la classificació general
- 1987. 112è de la classificació general
- 1988. No surt (16a etapa)
- 1990. Abandona (17a etapa)
- 1991. 69è de la classificació general